# Albrecht von Halberstadt
Albrecht von Halberstadt fue un poeta alemán medieval, autor de una traducción en verso de la Metamorfosis de Ovidio, escrita probablemente en 1190 y posiblemente en 1210 (las informaciones sobre la fecha de estos poemas son ambiguas). Albrecht la escribió en Jechaburg, cerca de Sondershausen, para la corte turingia del Landgrave Hermann I de Turingia. A diferencia de la mayoría de sus contemporáneos, tuvo el mérito de traducirla del latín original en lugar de hacerlo a partir de las versiones francesas, por lo que la tarea muestra sus dotes poéticas. El poema se conoce a través de dos fragmentos de un manuscrito con cerca de 400 líneas y por una versión considerablemente adaptada y publicada más de trescientos años más tarde por J. Wickram en 1545.

## Literatura
- Wilhelm Leverkus, Aus Albrechts von Halberstadt Übersetzung der Metamorphosen Ovids. En: Zeitschrift für deutsches Altertum 11/1859, pp. 358-374 (Erstabdruck von Fragment B)
- August Lübben. Neues Bruchstück von Albrecht von Halberstadt. En: Germania 10/1865, pp. 237-245. (Erstabdruck von Fragment A)
- Reinhold Bechstein. Albrecht von Halberstadt. En: Allgemeine Deutsche Biographie (ADB). Band 10, Duncker & Humblot, Leipzig 1879, pp. 400
- M. Last. Neue Oldenburger Fragmente der Metamorphosen-Übertragung des Albrecht von Halberstadt, in: Oldenburger Jahrbuch 65 (1966), Seite 41-60 (Erstabdruck von Fragment C, D, E)
- Karl Stackmann. Artikel Albrecht von Halberstadt. En: Verfasserlexikon, vol. 1 (1978), pp. 187-191
- Hellmut Rosenfeld: Albrecht von Halberstadt. In: Neue Deutsche Biographie (NDB). Band 1, Duncker & Humblot, Berlín 1953, S. 177 f. en línea